# Esferas (canción)
«Esferas» es el sencillo principal del cuarto álbum de estudio Prisma, de la banda mexicana Motel.

## Video
El video fue dirigido por Sergio Granados y Pablo Dávila (hermano de Rodrigo, de Motel), el cual muestra a los cantantes estando en un desierto conduciendo un coche y cantando en el.
El video lírico fue lanzado el 11 de enero de 2013 en la cuenta oficial de la banda en YouTube. Mientras que el video oficial fue estrenado en la cuenta oficial en VEVO el 1 del mismo año, y puesto a la venta en iTunes el mismo día.

## Posicionamiento
| Región | Organismo | Lista                  | Mejor posición |
| 2013   | 2013      | 2013                   | 2013           |
| ------ | --------- | ---------------------- | -------------- |
| México | Billboard | México Español Airplay | 11             |

## Historial de lanzamiento
| Región | Fecha              | Formato        | Discográfica                              |
| ------ | ------------------ | -------------- | ----------------------------------------- |
|        | 1 de enero de 2013 | Radio premiere | Universal Music México EMI Latin Fonovisa |